# Youri Duplessis Kergomard
Youri Duplessis Kergomard, né le 3 avril 1996 à Montpellier, est un champion de ski acrobatique, spécialisé dans le ski cross.

## Biographie
Youri Duplessis Kergomard est né le 3 avril 1996 à Montpellier. Ses parents l’initient au moto trial et au VTT sur la côte méditerranéenne l’été et aux sports d'hiver au club de Méribel où il monte sur des skis dès l’âge de 18 mois. Il choisit finalement la montagne et performe rapidement en alpin avant de se consacrer totalement au ski cross à 16 ans. Il commence le ski cross en 2012 et devient quatre fois champion de France consécutif jusqu'en 2015. En 2016, il est le plus jeune Français sélectionné pour la coupe du monde. En 2019 il compte cinq victoires en coupe d’Europe et intègre l'équipe de France de ski cross.
Ce sportif de haut-niveau, originaire de Montpellier, a débuté le ski très tôt. En 2002, il devient un membre du ski-club de Méribel en ski alpin et huit ans plus tard, il fait partie du groupe espoir de cette discipline. 
Puis il fait son début en ski cross en 2012. Il a mené sa scolarité en parallèle de la compétition au club de Méribel avant de se consacrer totalement au ski cross.
Youri Duplessis Kergomard devient champion de France 2016, compétition où il devance les médaillés des Jeux olympiques 2014, Arnaud Bovolenta et Jean-Frédéric Chapuis, respectivement deuxième et troisième, le troisième médaillé olympique Jonathan Midol étant disqualifié. Quelques semaines plus tôt, il termine quatorzième des championnats du monde junior, également disputés à Val Thorens. Lors de l'année 2017, il termine quatrième des mondiaux junior disputés en Italie. Après une blessure au genou en février 2018, il a fait un retour rapide. Lors de la saison 2018-2019, Youri Duplessis Kergomard remporte le classement général de la coupe d’Europe, ce qui lui offre une place nominative pour la saison suivante de coupe du monde. Lors de la première épreuve de celle-ci, en décembre à Val Thorens, il termine à la deuxième place.

## Palmarès

### Championnats du monde
| Épreuve / Édition        | Ski cross |
| ------------------------ | --------- |
| Mondiaux 2021 Idre Fjäll | 21e       |

### Coupe du monde
- 14 podiums en skicross dont 4 victoires.

#### Détails des victoires
| Épreuve / Édition | Ski Cross           |
| ----------------- | ------------------- |
| 2023-2024         | Reiteralm           |
| 2024-2025         | Reiteralm Veysonnaz |

### Coupe d’Europe
Meilleur classement général : 1er en 2019
Départs : 71
10 podiums dont 3 victoires
Podiums
| Date            | Lieu                     | Place | Discipline       |
| --------------- | ------------------------ | ----- | ---------------- |
| 2 février 2017  | Bardonnèche              | 2e    | Ski cross hommes |
| 18 février 2017 | Ebingen                  | 2e    | Ski cross hommes |
| 19 février 2017 | Ebingen                  | 2e    | Ski cross hommes |
| 11 janvier 2019 | Villars[Lequel ?]        | 3e    | Ski cross hommes |
| 17 janvier 2019 | Val Thorens              | 1er   | Ski cross hommes |
| 19 janvier 2019 | Val Thorens              | 2e    | Ski cross hommes |
| 24 janvier 2019 | Lenk                     | 2e    | Ski cross hommes |
| 31 janvier 2019 | Saint François Longchamp | 1er   | Ski cross hommes |
| 17 mars 2019    | Goudaouri                | 1er   | Ski cross hommes |
| 23 mars 2019    | Reiteralm                | 2e    | Ski cross hommes |

### Championnats de France Elite
10 participations
- Champion de France en 2016 et 2017
- 3e en 2015 et 2022[8]